# Basilique Saint-Procope de Třebíč
La basilique Saint-Procope est une église chrétienne de style romano-gothique située à Třebíč, en République tchèque.
L'église devient monument culturel national en 2002 sous l’appellation "monastère avec l'église Saint-Procope", puis, à l'instar du quartier juif de la ville, la basilique est inscrite comme site sur la liste du patrimoine mondial de l'UNESCO en 2003.

## Description
Joyau de l’architecture d’Europe centrale, l'édifice, de style roman, comporte trois nefs et est bâti à proximité de la rivière Jihlava.

## Historique

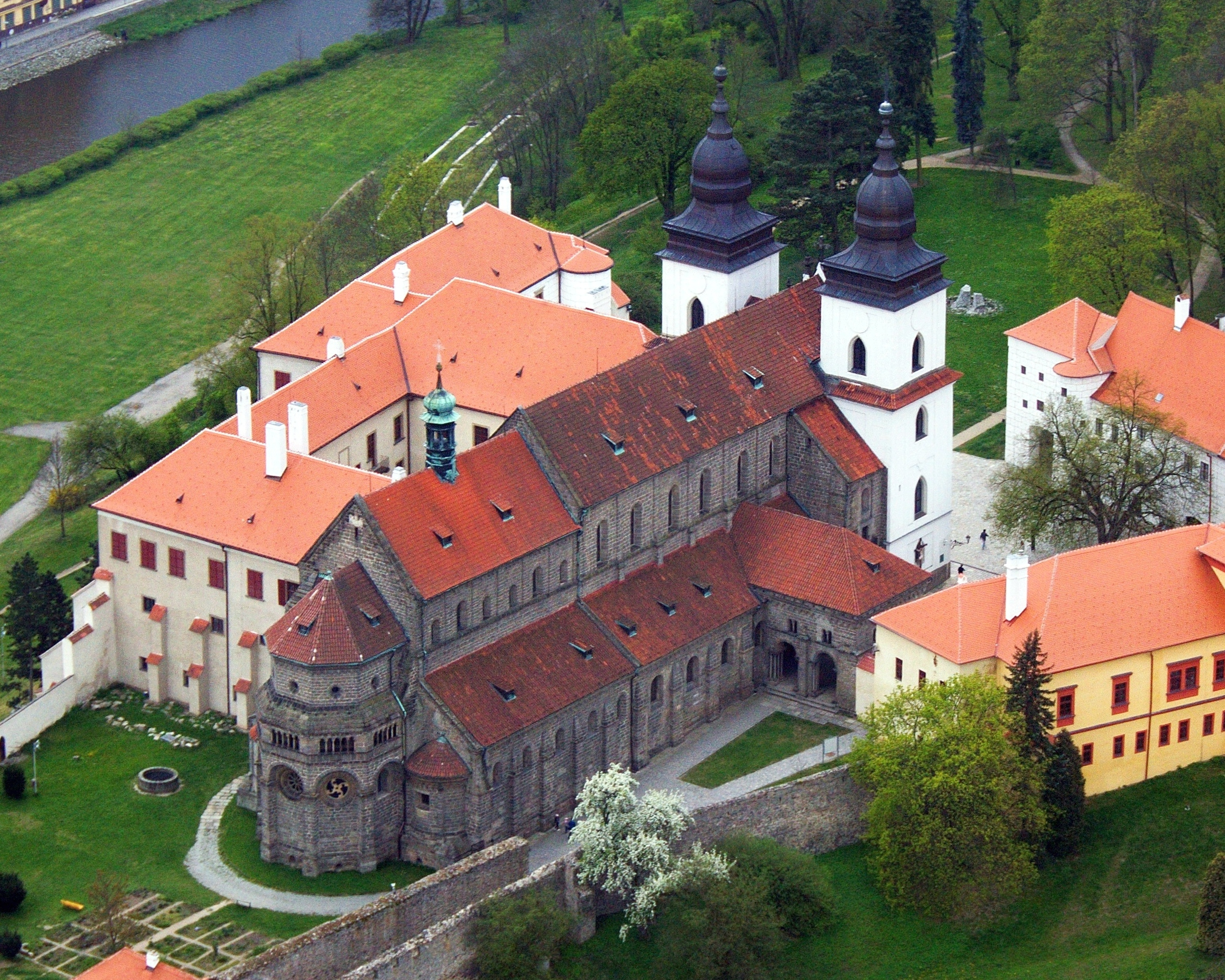
Vue aérienne de la basilique

La basilique est associée à la fondation, en 1101, d'un monastère bénédictin. En 1109, les moines terminent la construction d'une chapelle de style roman dédiée à l'Assomption de la Bienheureuse Vierge Marie. L'église est reconstruite dans les années 1240-1260 dans le style gothique.
Elle est endommagée lors des guerres hussites, puis, en 1468, Třebíč est assiégée par l'armée hongroise du roi Mathias Corvin et l'église subit d'autres dommages. Pendant plus de deux siècles, elle est utilisée à des fins profanes, entre autres elle sert de grenier et de brasserie. Pendant la guerre de Trente Ans, les Suédois en font un entrepôt de bière et des écuries.
La partie la moins endommagée (dont le chœur) est restaurée par Jan Karel von Wallenstein, l'église récupère sa fonction sacrée et est consacrée en janvier 1704 en étant dédiée à saint Procope à l'occasion du cinq-centième anniversaire de sa canonisation. Dans les années 1725-1731, l'architecte tchèque František Maxmilian Kanka achève le travail de restauration. Deux tours baroques sont ensuite ajoutées.
La basilique est l'église paroissiale du château de Třebíč, duquel elle fait partie.